# Генничи, Амин
Амин Генничи (араб. أمين قنيشي‎; род. 16 марта 1999) — тунисский борец греко-римского стиля, призёр Африканских игр и чемпионатов Африки, участник Олимпийских игр.

## Карьера
В апреле 2021 года в тунисском Хаммамете на африканском и океанском олимпийский отборочный турнире к Олимпийским играм в Токио завоевал лицензию. В августе 2021 года на Олимпиаде в схватке на стадии 1/8 финала уступил чилийцу Ясмани Акосте (1:5) и занял итоговое 11 место.

## Достижения
- Чемпионат Африки по борьбе 2017 — ;
- Чемпионат Африки по борьбе 2018 — ;
- Чемпионат Африки по борьбе 2019 — ;
- Африканские игры 2019 — ;
- Чемпионат Африки по борьбе 2020 — ;
- Олимпийские игры 2020 — 11;
- Чемпионат Африки по борьбе 2022 — ;
- Чемпионат Африки по борьбе 2023 — ;